# Tau-antineutrino
Een tau-antineutrino of tauon-antineutrino (symbool {\displaystyle {\overline {\nu }}_{\mathrm {\tau } }}) is het neutrino dat optreedt als de isospinpartner van het antitau-lepton.
Het tau-antineutrino is een ongeladen lepton. Het is dus een elementair deeltje of meer algemeen een subatomair deeltje. Het heeft spin 1/2 en is dus een fermion. Het tau-antineutrino is het antideeltje van het tau-neutrino. Het heeft net dezelfde eigenschappen als het tau-neutrino, maar dan gespiegeld. De twee zijn dus antimaterie en materie en annihileren elkaar dus als ze elkaar ontmoeten.
Het tau-antineutrino is een neef (3e generatie, laatst ontdekt, zwaarst) van het elektron-antineutrino (1e generatie) en het muon-antineutrino (2e generatie). Het is nog niet zeker, of het tau-antineutrino een massa bezit of niet, maar als het er één heeft, dan is die kleiner dan 18,2 MeV. Meer informatie is te vinden onder het standaardmodel van de deeltjesfysica.